# Igreja Reformada da África Oriental
A Igreja Reformada da África Oriental (IRAO) - em inglês Reformed Church of East Africa, abreviado como RCEA - é uma denominação cristã reformada fundada em 1944, no Quênia, por sul-africanos membros das Igreja Reformada Neerlandesa (NGK).

## História
Após a Segunda Guerra dos Bôeres, travada entre 11 de outubro de 1899 e 31 de maio de 1902, a África do Sul tornou-se um domínio britânico. Nesse período, muitos holandeses ali residentes migraram para outros países, entre eles estavam membros das Igrejas Reformadas na África do Sul (IRAS).
De 1902 a 1914, cerca de 1.300 pessoas partiram e se estabeleceram principalmente em torno da cidade de Eldoret, no condado de Uasin Gishu. Muitos membros das IRAS se estabeleceram no Quênia para praticar a agricultura desde então. 
O Rev. MP Loubser como o primeiro ministro a servir as congregações reformadas no país. Trabalhadores rurais de tribos próximas foram empregados como trabalhadores e o Rev. Loubser, junto com fazendeiros como os Srs. A. J. Mouton, J. N. Boshoff, O. A. Storm e a Sra. Freda van Heerden, estabeleceram um ministério entre os trabalhadores rurais.
Em 27 de outubro de 1944, o Rev. e a Sra. B. B. Eybers chegaram como missionários de tempo integral, marcando o início oficial da missão da Igreja Reformada Neerlandesa (NGK) no Quênia.
Em julho de 1963, o primeiro sínodo da recém-criada Igreja Reformada da África Oriental (IRAO) reuniu três congregações, três ministros e cerca de 300 membros. 
Em 20 de novembro de 1979, a IRAO havia crescido para 600 congregações e 110.000 membros. No mesmo ano, tornou-se uma denominação autônoma, completamente independente da  Igreja Reformada Neerlandesa (NGK), embora com laços fraternais com a igreja mãe. 
Todavia, em 1992, um grupo de membros de separou e formou a Igreja Cristã Reformada na África Oriental, o que reduziu o número de membros da IRAO.
Em 2021, a Igreja Reformada da África Oriental era formada por 600 congregações e 50.000 membros.

## Doutrina
A denominação subscreve o Catecismo de Heidelberg, Cânones de Dort e Confissão de Fé de Westminster como seus símbolos de fé. Além disso, reconhece o Credo Niceno-Constantinopolitano, Credo dos Apóstolos e Credo de Atanásio como exposições fiéis das doutrinas bíblicas.
Em 2018, a denominação passou a permitir a ordenação de mulheres em todos os seus ofícios.

## Relações Intereclesiásticas
A IRO é membro da  Comunhão Mundial das Igrejas Reformadas e possui relacionamento com as Igreja Cristã Reformada da América do Norte.